# Супино
Супѝно (на италиански: Supino) е малко градче и община в Централна Италия, провинция Фрозиноне, регион Лацио. Разположено е на 321 m надморска височина. Населението на общината е 4868 души (към 2010 г.).